# 鰍沢町
鰍沢町（かじかざわちょう）は山梨県南巨摩郡にかつて存在した町。
日本三大急流のひとつ、富士川に面しており、江戸時代には富士川舟運の拠点であった鰍沢河岸が設置され栄える。近代には鉄道や道路など交通機関の発達に伴い商業圏の拠点としての役割は低下し、近年は過疎化が進行している。
大法師公園の桜は日本さくら名所100選に選ばれている。
2010年（平成22年）3月8日に北隣の増穂町と合併し、富士川町（ふじかわちょう）となった。

## 地理
県南部、甲府盆地の南縁に位置する。

### 隣接していた自治体
- 南巨摩郡
  - 増穂町
  - 身延町
  - 早川町
- 西八代郡
  - 市川三郷町

## 歴史
町域には考古遺跡が立地する平坦地は少ないが、『鰍沢町誌』編纂に際して町域での総合的な分布調査が実施され、富士川・大柳川の河岸段丘面や尾根上を中心に13か所の遺跡が確認されている。町域では縄文時代や平安時代の遺跡が多く、弥生時代・古墳時代のものは少ない。山間地には国見平遺跡など縄文時代の小規模遺跡が散在し、富士川支流の南川対岸の台地上には縄文中期の集落遺跡である宮ノ前遺跡がある。隣接する増穂町との境界付近には後期古墳も点在している。　富士川流路は甲府盆地への古墳文化流入のルートが想定されているが、現在では当該期遺物の発見は少ない。
古代の律令制下では巨麻郡、八代郡の二郡に両属する。比定郷は不確定であるが大井郷、市川郷、川合郷が考えられている。平安時代後期には甲府盆地各地で荘園が成立し、町域は大井荘に属するほか、市河荘の一部にもあたる可能性が考えられている。平安後期には甲斐源氏の一族が甲府盆地各地へ土着するが、町域は西郡地域に支配を及ぼした加賀美遠光や一条忠頼の影響下にあったと考えられている。戦国時代には天文年間頃より、甲斐国と駿河国を結ぶ陸上路である河内路（駿甲往還）の通過する要所として、関所も設置される。戦国期にはわずかに在郷武士団の足跡も見られる。
近世には角倉了以により富士川の開削が行われ、富士川舟運が開始される。鰍沢河岸は三河岸の主力として、国中地域から信濃国の年貢米を清水港まで輸送して、江戸へ回送する廻米が行われた。また、鰍沢宿は陸上輸送の駿州往還の宿場として機能した。鰍沢は名所として知られ、江戸後期の天保年間に刊行された葛飾北斎の浮世絵『富嶽三十六景』には「甲州石班澤（かじかざわ）」がある。
近代には、明治期に富士川運輸会社が設立され、富士川舟運は最盛期を迎える。鰍沢河岸は海産物の流通においても拠点となり、河岸跡からは駿河湾から産出されたマグロ・イルカ類をはじめとする多様な海産物が出土している。酒造業や製紙工場の経営も行われる。明治後期には中央線や身延線など鉄道の開通に伴い、舟運の重要性は低下する。明治後期には水害も相次ぎ、1911年（明治44年）には鰍沢大火が発生する。戦後には農産物や林産物が主要な産物であるほか、雨畑硯などの地場産業や観光業の振興にも取り組んでいる。

### 沿革
- 1889年（明治22年）7月1日 - 町村制の施行により、近世以来の鰍沢村が単独で自治体を形成。
- 1896年（明治29年）8月1日 - 鰍沢村が町制施行して鰍沢町となる。
- 1955年（昭和30年）4月1日 - 五開村と合併し、改めて鰍沢町が発足。
- 1956年（昭和31年）9月30日 - 西八代郡大同村の一部（大字羽鹿島および黒沢の一部）を編入。
- 1958年（昭和33年）1月1日 - 西八代郡市川大門町の一部（黒沢の一部）を編入。
- 2010年（平成22年）3月8日 - 増穂町と合併して富士川町が発足。同日鰍沢町廃止。

## 行政
- 町長：11-14代 石川洋司（1992年1月11日から 5選目）

## 経済

### 産業
- 主な産業
- 産業人口

## 交通

### 道路
- 国道52号（甲西道路）

### 鉄道
JR東海身延線鰍沢口駅が最寄駅である。所在地は市川三郷町黒沢であるが駅前広場までは鰍沢町であり、かつては市川三郷町の前の市川大門町であった地域を鰍沢町に編入したという歴史的経緯がある。また富士身延鉄道として開業した当時の駅名は鰍沢黒沢駅であり、国有化の際に鰍沢口駅と改称された。

### 路線バス
甲府駅方面へ向かう山梨交通の路線バスと新宿駅方面へ向かう中央高速バスのバス停がある。路線バスの運行区間の詳細については山梨交通鰍沢営業所を参照。

### 町営バス
廃止された山梨交通の路線バス区間を引き継いで運行されている自治体バス。運賃は距離変動制を採用している。
運行区間
- 鰍沢病院 - 鰍沢町教育文化会館前 - 鰍沢営業所 - 箱原 - かじかの湯 - 十谷観光駐車場
このうち鰍沢営業所 - 箱原間は身延町営バスとの重複区間である。

## 名所・旧跡・観光スポット・祭事・催事

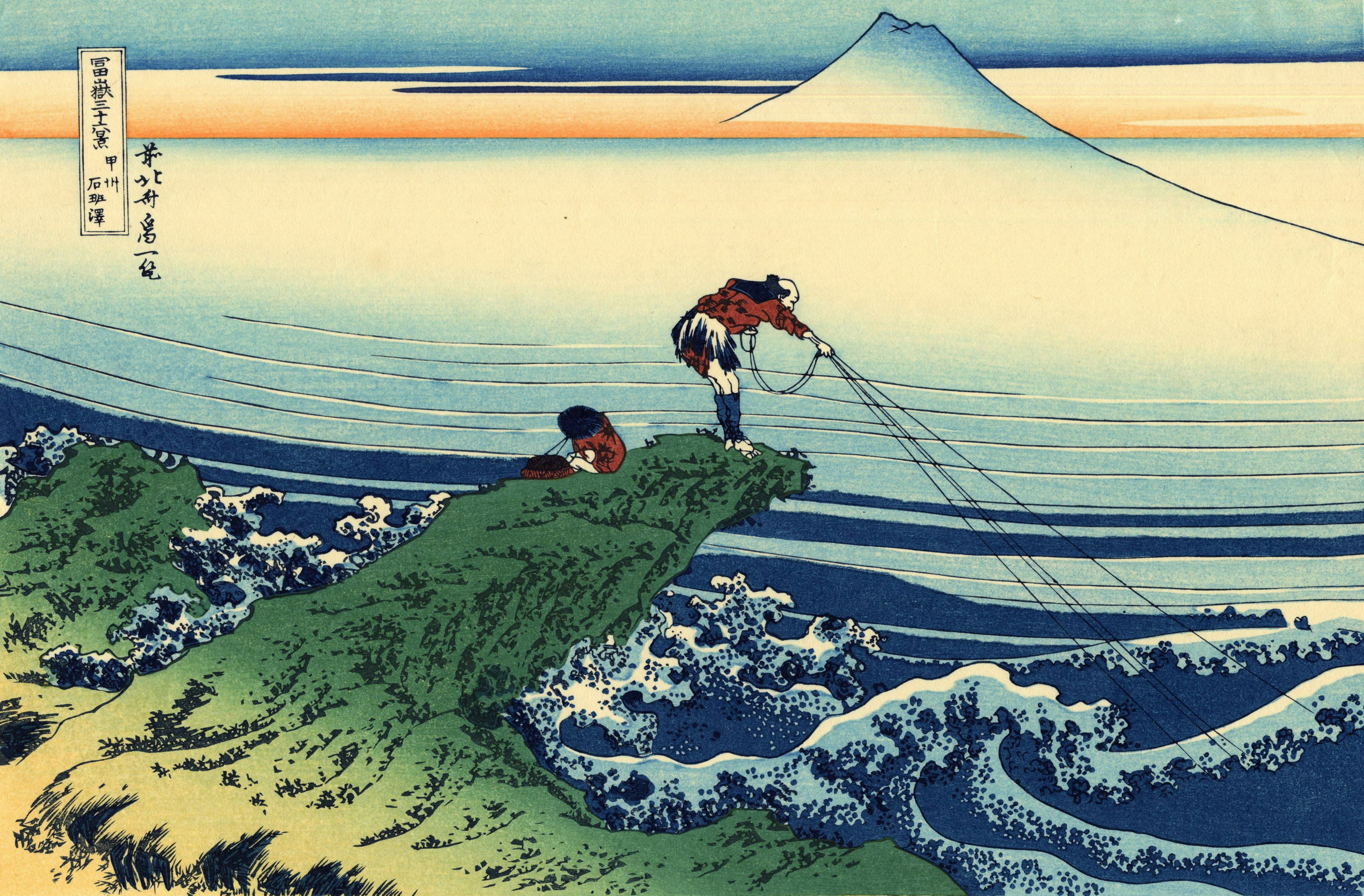
葛飾北斎「富嶽三十六景」甲州石班澤

- 大法師公園
- 大柳川

## 出身有名人
- 日興 日蓮の直弟子、日蓮正宗派祖。
- 秋山秋紅蓼
- 望月百合子